# Васт (футбольний клуб)
Футбольний клуб «Васт» — український футбольний клуб з Миколаєва, заснований у 2014 році. У сезоні 2022/23 вперше в своїй історії взяв участь у другій лізі чемпіонату України, до цього грав лише в аматорських змаганнях. У сезоні 2023/24 клуб не дограв перше коло чемпіонату Другої ліги і 21 жовтня знявся з чемпіонату.

## Історія назв
- 2014—2018: «Радсад»
- з 2018: «Васт»

## Історія
Клуб засновано Антоном Шиманцем у травні 2014 року на базі ДЮФШ «Радсад» під назвою «Радсад» на честь однойменного населеного пункту Миколаївщини, де проживала сім'я засновників клубу. «Радсад» почав брати участь у чемпіонаті Миколаївського району та чемпіонаті Миколаєва.
Через декілька років до правління клубу приєднався Станіслав Тепляк, підприємець, власник компанії «Васт».
У 2018 році клуб було перейменовано на «Васт», на честь компанії-спонсора команди. В тому ж році клуб почав брати участь у першій лізі чемпіонату Миколаївської області. Клубу вдалося виграти свою групу й вийти до фінальної частини турніру, проте у ній «Васт» посів 5 місце серед шести учасників. До команди запросили Олександра Матросова як головного тренера.
У 2019 році клуб став переможцем першої ліги чемпіонату Миколаєва та срібним призером першої ліги чемпіонату Миколаївської області. В 2020 році клуб став бронзовим призером вищої ліги чемпіонату Миколаєва й фіналістом Кубка Миколаєва. В сезоні 2020/21 клуб здобув перемогу в чемпіонаті Одеської області й дійшов до півфіналу Кубку Одещини.
У сезоні 2021/22 клуб взяв участь у аматорському чемпіонаті України. На момент повномасштабного вторгнення Росії в Україну клуб посідав у своїй групі четверте місце серед дев'яти учасників.
У сезоні 2022/23 клуб пройшов атестацію та отримав професійний статус, ставши учасником другої ліги чемпіонату України. В той час через війну команда тимчасово переїхала до Київської області та проводила свої домашні матчі на стадіонах «Діназ» у с. Демидів та «Княжа-Арена» у с. Щасливе. Дебют клубу на професійному рівні відбувся 5 вересня 2022 року у матчі 1 туру другої ліги проти «Кременя-2», гра завершилася перемогою миколаївців з рахунком 5:0.
У сезоні 2023/24 клуб розпочав виступати в другій лізі, проте 21 жовтня знявся з чемпіонату.

## Досягнення
Кубок Миколаївської області:
 Володар: 2021